# Phlebotomus kyreniae
Phlebotomus kyreniae är en tvåvingeart som beskrevs av Oskar Theodor 1958. Phlebotomus kyreniae ingår i släktet Phlebotomus och familjen fjärilsmyggor. Inga underarter finns listade i Catalogue of Life.